# ناحیه ولی، شهرستان مانتور، پنسیلوانیا
ناحیه ولی، شهرستان مانتور، پنسیلوانیا (به انگلیسی: Valley Township, Montour County, Pennsylvania) یک سکونتگاه مسکونی در ایالات متحده آمریکا است که در شهرستان مونتوور، پنسیلوانیا واقع شده‌است.

## خصوصیات
ناحیه ولی ۴۲٫۰ کیلومترمربع مساحت و ۲٬۰۹۳ نفر جمعیت دارد.